# أنور النشاشيبي
أنور النشاشيبي (1913-2005) هو محامي وكاتب فلسطيني، ولد في مدينة القدس، درس الحقوق في عدة جامعات منها جامعة لندن وجامعة السوربون في باريس، وبعد عودته إلى القدس عمل معلقاً للشؤون الخارجية لخدمات البث الفلسطينية القسم العربي في الإذاعة الفلسطينية بين عامي 1938-1941، عمل أيضاً كعضو في خدمات البث الفلسطيني ما بين 1939-1941، ثم انتقل للعمل في المكاتب التي أسسها موسى العلمي في لندن والولايات المتحدة، كما عين رئيساً للجنة أصحاب الأملاك العربية في القدس التي تأسست في عام 1949 التي تهدف إلى إسترداد الأملاك العربية في القدس، وبعد نكبة عام 1948 هاجر إلى الأردن وعين وزير العدل في الحكومة الأردنية عام 1963.

## مؤلفاته
للنشاشيبي كتابين نشرهم قبل النكبة وهم:
- من ميونخ إلى وارسو أو السياسة العالمية في عام 1939.[2][3]
- معالجات في الحق القومي في مكتبة الأندلس مدينة القدس عام 1939.